# آنا ایلچه گومز اورتگا
آنا ایلچه گومز اورتگا (زاده ۲۸ اکتبر ۱۹۴۴ – درگذشته ۱ نوامبر ۲۰۱۷) شاعر، روزنامه‌نگار و کتابدار نیکاراگوئه‌ای بود. او یکی از چهره‌های مهم شعر معاصر نیکاراگوئه نیز محسوب می‌شود. همچنین او را یکی از برجسته‌ترین شاعران ادبیات نیکاراگوئه می‌دانند.

## سنین جوانی و تحصیل
گومز اورتگا در سال ۱۹۴۴ در ماسایا، نیکاراگوئه، در منطقه بومی دهکده مونیمبو به دنیا آمد. پدرش سوفونیا گومز، معلم و نقاش تصاویر مذهبی بود که برای بهبود سواد در جامعه خود تلاش می‌کرد، و مادرش آنا ماریا اورتگا سیلوا بود. او کوچک‌ترین فرزند خانواده، از میان چهار فرزند بود.
گومز نوشتن را در ۸ یا ۹ سالگی آغاز کرد. پس از فارغ‌التحصیلی از دبیرستان در سال ۱۹۶۳، در دانشگاه ملی خودمختار نیکاراگوئه در رشته روزنامه‌نگاری تحصیل کرد، سپس مدرک کارشناسی ارشد خود را در رشته علوم کتابداری در دانشگاه بارسلون اسپانیا گرفت.

## حرفه

### شعر
شعر او، اولین بار در سال ۱۹۶۴ در ضمیمه فرهنگی روزنامه لا پرنسا منتشر شد. گومز پس از ادامه انتشار در نشریات مختلف، اولین کتاب خود را با نام «مراسم سکوت» در سال ۱۹۷۵ به رشته تحریر درآورد. این کتاب اثر مهمی از جنبش ادبی «نسل دهه ۷۰» نیکاراگوئه محسوب می‌شود. برخی از اشعار او در «عاشقان و رفقا» با ویرایش آماندا هاپکینسون (لندن: مطبوعات زنان، ۱۹۸۹) و شاعران انقلاب نیکاراگوئه، ویرایش دینا لیوینگستون (لندن: کاتاباسیس، ۱۹۹۳) به انگلیسی ترجمه شده است.
گومز که یکی از مخالفان رژیم سوموزا در دهه ۱۹۷۰ بود، اگر چه عضو رسمی جبهه آزادیبخش ملی ساندینیستا نبود، بعداً در دهه ۱۹۸۰ به انجمن ساندینیستای کارگران فرهنگی، سازمانی متشکل از هنرمندان ساندینیستا پیوست. او در اولین دوره ریاست جمهوری دانیل اورتگا برای تبادلات فرهنگی به دیگر کشورهای سوسیالیستی سفر کرد.
در سال ۱۹۸۲، گومز تنها زنی بود که در مجموعه دوزبانه شاعران نیکاراگوئه استیون اف وایت گنجانده شد. در سال ۱۹۸۹، او جایزه «دستور استقلال فرهنگی روبن داریو» را دریافت کرد، که کمک‌های مهم هنرمندان و روشنفکران نیکاراگوئه را به رسمیت شناخت.
او در سال ۲۰۰۲ توسط مرکز نیکاراگوئنس د اسکریتورس به دلیل شعرش مورد تقدیر قرار گرفت و سال بعد از آثار ادبی او توسط دانشگاه خودمختار ملی نیکاراگوئه تقدیر شد.
مجموعه دوم او، «اشعار روزمره بشریت»، در سال ۲۰۰۴ منتشر شد. این جایزه در مسابقه ملی شعر نوشته شده توسط زنان ماریانا سانسون که توسط انجمن نویسندگان زن نیکاراگوئه برگزار شد، برنده شد.
او در سال ۲۰۰۶ به عضویت آکادمی زبان نیکاراگوئه درآمد و دومین زنی بود که به این سازمان ادبی پیوست.

### کتابداری
گومز همچنین به عنوان روزنامه‌نگار و در روابط عمومی برای مؤسسات مختلف کار می‌کرد. پس از اخذ مدرک کارشناسی ارشد، از سال ۱۹۹۰ تا ۱۹۹۷ در اداره کتابخانه بانک مرکزی و مدیریت کتابخانه ملی آرماندو جویا گیلن به کارش ادامه داد.

## زندگی شخصی و میراث
گومز دو فرزند به نامهای مارکو آنتونیو و والریا از عکاس ساموئل بارتو داشت. پس از جدایی آنها، او مجرد ماند. تجربه او به عنوان یک مادر مجرد به او کمک کرد تا برای حقوق زنان در کشورش مبارزه کند.
او در سال ۲۰۱۷ در سن ۷۳ سالگی در ماسایا بر اثر سرطان درگذشت، در همان خانه‌ای که در آن متولد شده بود، پس از بازنشستگی زندگی می‌کرد. کتابی از آثار جمع‌آوری شده او با عنوان «اشعار گردآوری شده» سال بعد منتشر شد.

## آثار برگزیده
- مراسم سکوت (Las ceremonias del silencio) ۱۹۷۵
- شعرهای زندگی روزمره انسان (Poemas de lo humano cotidiano) ۲۰۰۴
- شعرهای گردآوری شده (Poesía reunida) ۲۰۱۸